# Can Bartrina
Can Bartrina és un edifici protegit com a bé cultural d'interès local al municipi de Calella (Maresme).

## Descripció
Casa gran amb teulada a una vessant. Té una torre enganxada que sobresurt un pis més que la casa. La casa està formada per una planta baixa i un pis, la torre té un pis més i unes golfes. A la casa hi trobem a la planta baixa, una porta gran amb dovelles i un escut en relleu per sobre d'aquest, totes les altres obertures, finestres, estan fetes de pedra i en algunes, hi ha petits relleus escultòrics. Acaba la façana amb una cornisa gran o ràfec. La torre té matacans i les seves obertures també són de pedra. Tota la façana està estucada i molt restaurada. Tot i que conserva alguns dels seus elements originals com poden ser finestres d'estil gòtic.